# Akotropis fulgens
Akotropis fulgens är en insektsart som beskrevs av Rauno E. Linnavuori 1973. Akotropis fulgens ingår i släktet Akotropis och familjen vedstritar. Inga underarter finns listade i Catalogue of Life.